# Вултурень (комуна, Бакеу)
Вултурень, Вултурені (рум. Vultureni) — комуна у повіті Бакеу в Румунії. До складу комуни входять такі села (дані про населення за 2002 рік):
- Босія (81 особа)
- Валя-Лупулуй (31 особа)
- Валя-Мерілор (40 осіб)
- Валя-Салчієй (54 особи)
- Вултурень (153 особи)
- Годінештій-де-Жос (256 осіб)
- Годінештій-де-Сус (94 особи)
- Гілевешть (250 осіб)
- Дедешть (149 осіб)
- Дорнень (99 осіб)
- Лікітішень (204 особи)
- Меделень (161 особа)
- Назеріоая (185 осіб)
- Репрівец (68 осіб)
- Томозія (244 особи)
- Цигенешть (126 осіб)

Комуна розташована на відстані 236 км на північ від Бухареста, 32 км на південний схід від Бакеу, 87 км на південь від Ясс, 123 км на північний захід від Галаца.

## Населення
За даними перепису населення 2002 року у комуні проживали 2195 осіб. Усі жителі комуни рідною мовою назвали румунську.
Національний склад населення комуни:
| Національність | Кількість осіб | Відсоток |
| -------------- | -------------- | -------- |
| румуни         | 2181           | 99,4%    |
| цигани         | 13             | 0,6%     |
| словаки        | 1              | < 0,1%   |

Склад населення комуни за віросповіданням:
| Релігія       | Кількість осіб | Відсоток |
| ------------- | -------------- | -------- |
| православні   | 2187           | 99,6%    |
| римо-католики | 8              | 0,4%     |

## Зовнішні посилання
- Дані про комуну Вултурень на сайті Ghidul Primăriilor [Архівовано 3 червня 2011 у Wayback Machine.]